# (38363) 1999 RS156
1999 RS156 (asteroide 38363) é um asteroide da cintura principal. Possui uma excentricidade de 0.14480700 e uma inclinação de 12.31082º.
Este asteroide foi descoberto no dia 9 de setembro de 1999 por LINEAR em Socorro.